# 莫納加斯市 (瓜里科州)

莫納加斯市（西班牙語：Municipio José Tadeo Monagas），是委內瑞拉的一個市，位於該國中部瓜里科州，首府設於奧里圖科河畔阿爾塔格拉西亞，面積3,506平方公里，2014年人口131,973，人口密度每平方公里37.64人。